# سلنیم اکسیدیکلرید
سلنیم اکسیدیکلرید (به انگلیسی: Selenium oxydichloride) با فرمول شیمیایی SeOCl2 یک ترکیب شیمیایی با شناسه پاب‌کم 24647 است. که جرم مولی آن 165.87 g/mol می‌باشد. شکل ظاهری این ترکیب، مایع بی‌رنگ است.